# Brooke White
Brooke Elizabeth White (Phoenix, 2 de junho de 1983) é uma cantora, compositora e atriz, conhecida por sua participação na sétima temporada de American Idol, no qual terminou em quinto lugar.

## Biografia

### Início da vida
Brooke Elizabeth White nasceu em Phoenix, no Arizona, e cresceu perto de Mesa, com três irmãos mais novos (Katie, Tyler, e Quinn) e seus pais, Brad e Kaylene, Brook é de descendência inglesa. Ela também tem membros da família em Nova Escócia, Canadá.

## American Idol
White fez o teste para a sétima temporada de American Idol no Wachovia Center, na Filadélfia, em agosto de 2007. Terminou em quinto lugar na 7ª temporada da competição.

## Discografia

### Álbuns de estúdio
- 2005: Songs from the Attic
- 2007: High Hopes & Heartbreak

### Singles
- 2009: Hold Up My Heart
- 2009: Radio Radio

- Este artigo foi inicialmente traduzido, total ou parcialmente, do artigo da Wikipédia em castelhano cujo título é «Brooke White», especificamente desta versão.

1. ↑  «TV Brooke White Biography». Yahoo (em inglês). Consultado em 13 de julho de 2013
2. ↑  «'Idol' finalist White a beauty school dropou». CNN